# Phineas Gage
Phineas P. Gage (1823 – 1860) là một quản đốc xây dựng đường sắt người Mỹ được biết đến sau khi sống sót một cách thần kỳ sau tai nạn chấn thương sọ não, khi một thanh sắt lớn đâm xuyên hoàn toàn qua đầu ông, phá hủy phần lớn thùy trán trái. Chấn thương này đã ảnh hưởng đến tính cách và hành vi của ông trong suốt 12 năm còn lại của cuộc đời.‍—‌ Các dấu hiệu của sự thay đổi quá lớn (trong một thời gian dài) đến nỗi bạn bè thấy anh "không còn là P. Gage trước đây nữa."  [H]:14

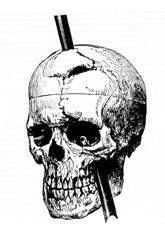
Đường đâm của thanh sắt, theo Harlow

Được gọi là "Vụ Tai Nạn Xà Beng Mỹ" - từng được gọi là "ca bệnh hiếm hơn tất cả những ca bệnh khác về vị trí chấn thưong đã kích thích sự ngạc nhiên của chúng ta, làm giảm giá trị của sự tiên lượng, và thậm chí lật đổ học thuyết sinh lý học của chúng ta"    Phineas Gage đã ảnh hưởng đến cuộc thảo luận trong thế kỷ 19 về tinh thần và não bộ, đặc biệt là cuộc tranh luận về địa phương hóa não bộ và có lẽ là trường hợp đầu tiên đề xuất vai trò của não bộ trong việc quyết định tính cách, và thiệt hại cho các bộ phận cụ thể của não có thể gây ra những thay đổi về tinh thần cụ thể.
Gage là một chủ đề cố định trong chương trình giảng dạy về thần kinh học, tâm lý học và khoa học thần kinh, một trong những "sự tò mò y học vĩ đại của mọi thời đại" và "một phần sống của văn hóa dân gian y học" thường được đề cập trong sách và bài báo khoa học; chính ông thậm chí còn có một vị trí thứ yếu trong văn hóa đại chúng. Mặc dù nổi danh, thông tin chính xác về Gage (trước và sau khi bị thương) lại rất ít. Điều này đã cho phép việc "làm khớp với bất kỳ lý thuyết [mong muốn] với một ít sự thật mà chúng ta có "[M]: 290- Gage như một "vết mực Rorschach" do những người đề xuất các lý thuyết mâu thuẫn nhau về bộ não đều thấy quan điểm của họ được ủng hộ. Trong lịch sử, các bản báo cáo được xuất bản về Gage (bao gồm cả những tài liệu khoa học) hầu như luôn bị cường điệu hóa và những thay đổi về hành vi đều bị xuyên tạc, thường mâu thuẫn với những sự thật đã biết.
Một báo cáo về tình trạng thể chất và tinh thần của Gage ngay trước khi chết ngụ ý rằng những thay đổi tinh thần nghiêm trọng nhất của anh ta chỉ là tạm thời, rằng trong cuộc sống sau này anh ta có chức năng hơn và thích nghi tốt hơn về mặt xã hội, so với những năm ngay sau tai nạn. Một giả thuyết phục hồi xã hội cho thấy rằng công việc lái xe stagecoach ở Chile của anh ấy đã thúc đẩy sự phục hồi này bằng cách cung cấp cấu trúc hằng ngày cho phép anh ta lấy lại các kỹ năng cá nhân và xã hội đã mất.